# ولنتاین گرانت
ولنتاین گرانت (انگلیسی: Valentine Grant؛ ۱۴ فوریه ۱۸۸۱ – ۱۲ مارس ۱۹۴۹) یک هنرپیشه اهل ایالات متحده آمریکا بود.